# Клан Пуччо
Клан Пуччо (исп. El Clan Puccio) — преступный аргентинский семейный клан, занимавшийся в первой половине 1980-х годов в пригороде Буэнос-Айреса похищением людей с целью получения выкупа и их убийством.
Возглавлял организованную преступную киднепинговую группировку отец семейства — Аркимедес Пуччо (Arquímedes Puccio; 1929—2013). Прямыми соучастниками отца в совершении преступлений были двое его сыновей, Алехандро (Alejandro Puccio) и Даниель Пуччо (Daniel Puccio). Остальные члены семьи являлись косвенными участниками банды.

## История семьи
В начале 1980-х годов у супругов Аркимедес Пуччо (Arquímedes Puccio) и Эпифании Анхелес Кальво (Epifanía Angeles Calvo) было пятеро детей: Алехандро (Alejandro Puccio), Махила, Сильвия, Гильермо (Guillermo Puccio) и Адриана.
Семья Пуччо жила в пригороде Сан-Исидро, вблизи Буэнос-Айреса, в доме, на нижнем этаже которого располагался их семейный магазин по продаже снаряжения для водных видов спорта. Кроме того, у них имелся небольшой бар, который находился в соседнем здании за углом.
Глава семейства Аркимедес Пуччо в прошлом был бухгалтером, затем — вице-консулом. Соседи знали его как тихого, неприметного человека, который, по их свидетельствам, часто, в любое время дня и ночи, подметал тротуар возле своего и близлежащих домов, за что его в шутку называли «сумасшедшим веником».
Старший сын Алехандро был довольно известным игроком в регби местного аргентинского спортивного «Клуба Атлетико Сан-Исидро» (КАСИ) (Club Atlético San Isidro (CASI)).

## Хронология преступлений
После Фолклендской войны (2 апреля — 20 июня 1982) Аркимедес Пуччо остался без работы, содержать семью из семи человек было не на что. Тогда он решил заняться преступным «семейным бизнесом» — похищением людей с целью получения выкупа, в который вольно или невольно, прямо или косвенно, были вовлечены все члены его семьи. В подборе потенциальных жертв отцу семейства согласился помогать его старший сын Алехандро.
Первой жертвой преступного замысла семьи Пуччо суждено было стать знакомому Алехандро — Рикардо Манукяну (Ricardo Manoukian), состоятельному молодому человеку двадцати трёх лет, который был похищен 22 июля 1982 года с помощью нескольких участников банды. Вскоре семья Рикардо получила требование о выкупе в размере 250 тысяч долларов США, которые незамедлительно выплатила. Но, несмотря на выполнение родственниками требований похитителей, 30 июля Рикардо был убит тремя выстрелами в голову.
5 мая 1983 года семья похитила Эдуардо Аулета (Eduardo Aulet), инженера и игрока в регби того же клуба, в котором играл Алехандро, когда Аулет ехал на своём автомобиле на работу. За Эдуардо семья выплатила выкуп в размере 150 тысяч долларов США, но он также был убит похитителями. Его тело обнаружили лишь спустя четыре года.
За несколько лет до этих событий, в 1973 году, Аркимедес Пуччо был арестован полицией и обвинён в похищении предпринимателя Бонафиде (Bonafide), однако вскоре его выпустили на свободу за отсутствием доказательств. Позже, в начале 1980-х годов, когда люди в пригороде Буэнос-Айреса начали пропадать без вести, этот факт биографии Аркимедеса был, казалось, забыт окружающими или не был им известен. Соседи и знакомые не замечали за главой семейства ничего подозрительного. Свидетелей преступлений клана Пуччо не было. Никому и в голову не могло прийти, что всех жертв похищений банда Пуччо держала в тёмном подвале своего дома.
В июне 1984 года преступники решили захватить в заложники бизнесмена Эмилио Наума (Emilio Naum). Тем утром Аркимедес Пуччо остановил автомобиль Наума на дороге, якобы для оказания ему помощи. Но задуманное похищение неожиданно сорвалось: очередная запланированная жертва, заподозрив неладное, подняла шум и попыталась вырваться из ловушки. В результате, Эмилио был застрелен в своей машине.
Четвёртой жертвой семьи оказалась предприниматель Нелида Больини Прадо (Nélida Bollini de Prado), единственная, кто осталась жива после захвата. Она была найдена через месяц после похищения, 23 августа 1985 года, привязанной к полу в подвале дома преступников. Когда приехала полиция, в доме находились Алехандро и его подруга. Остальные члены семьи Пуччо и сообщники были арестованы в момент получения выкупа.
Спустя неделю после ареста семьи, «Клуб Атлетико Сан-Исидро» в очередной раз стал чемпионом турнира по регби среди клубов Буэнос-Айреса, но Алехандро уже не имел отношения к этой победе.
Через три месяца, в день рассмотрения дела Алехандро в суде, по пути в зал слушаний он выбросился из окна пятого этажа здания Дворца правосудия, но остался жив. В декабре 1985 года Алехандро был приговорён к пожизненному заключению, несмотря на то, что не признал себя виновным. В 2008 году он умер в тюрьме. По словам его адвоката, смерть Алехандро была связана с последствиями той попытки самоубийства во Дворце правосудия.
Аркимедес Пуччо, главарь преступного семейного клана, также получил пожизненный тюремный срок, но был условно освобождён через 23 года заключения. Остаток жизни он провёл в доме священника-евангелиста в городе Хенераль-Пико в провинции Ла-Пампа. Умер 3 мая 2013 года в возрасте 84 лет.

## Экранизация событий
- В 2015 году режиссёром Пабло Траперо снят аргентино-испанский криминально-драматический художественный фильм «Клан» (исп. El Clan), сценарий которого основан на реальной истории жестоких преступлений семьи Пуччо в 1980-е годы.